# Anselmo Gavioli
Anselmo Gavioli (1828 - 6 december 1902) is de uitvinder van het boekorgel. Hij kwam voort uit een geslacht van draaiorgelbouwers dat stamde uit Modena en zich in 1845 in Parijs vestigde.
Omstreeks 1850 begon Ludovico Gavioli (1807-1875), zoon van Giacomo Gavioli, kleine draaiorgels te bouwen die de voorlopers waren van het latere straatdraaiorgel. Deze werkten met een cilinder waarop stiften waren aangebracht.
Zijn zoon, Anselmo Gavioli, nam in 1892 patent op het zogeheten boekorgel, een draaiorgel dus dat werkt met een draaiorgelboek. Dit was goedkoper en flexibeler, en men kon ook veel langere muziekwerken spelen. Anselmo had niet zozeer het draaiorgelboek, als wel een pneumatisch aftastsysteem voor het uitlezen van een dergelijk boek, uitgevonden.
Het Gavioli-orgel werd een succes en niet alleen werden bestaande orgels op dit systeem omgebouwd, maar Gavioli richtte ook een aanvankelijk succesvolle firma op, Gavioli & Cie. geheten, die draaiorgels vervaardigde en in vele landen gevestigd was. Er werden filialen opgericht in Manchester, Barcelona, New York en in Waldkirch (1898).
In 1912 werd de -toen noodlijdende- firma overgenomen door concurrent Limonaire Frères.
De Gaviolizaal in Helmond, in 2021 overgegaan naar het Draaiorgel Museum Helmond, was naar Anselmo Gavioli genoemd.
François Bédos de Celles · Joseph Binvignat · Aristide Cavaillé-Coll · Anselmo Gavioli · Langhedul · Limonaire Frères · Charles Marenghi · Charles Mutin